# Ассоциация бизнес-туризма (Россия)
Российская Ассоциа́ция би́знес-тури́зма (АБТ) —  крупнейшая международная организация в сфере делового туризма на территории России и СНГ.
Содействует профессиональному развитию специалистов в сфере бизнес-тревел и MICE, создает платформу для общения между покупателями и поставщиками услуг, информирует участников рынка о передовом опыте и перспективах развития делового туризма.
АБТ-ACTE Russia объединяет тревел-менеджеров, специалистов по закупкам и административным вопросам, координаторов и других сотрудников российских и международных компаний, чья деятельность связана с управлением командировками, планированием и организацией деловых встреч и корпоративных мероприятий. В числе партнеров ассоциации – авиаперевозчики, гостиничные цепочки, агентства делового туризма, транспортные компании, офисы по туризму и поставщики технологий.

## История
Российская Ассоциация бизнес-туризма основана в 2004 году под названием Ассоциация агентств делового туризма (BTAA). 
С 2008 года сотрудничает с Ассоциацией корпоративных управляющих деловыми поездками (англ. Association of Corporate Travel Executives; ACTE), которая представляет всемирную индустрию бизнес-туризма. В отеле Hilton Leningradskaya 3 апреля 2009 года состоялся первый форум ACTE в Москве. Он назывался «У истоков бизнес-тревела в России» и собрал более 80 делегатов.

В 2009 году BTAA на базе Государственного университета управления создала Университет делового туризма. Курс по подготовке специалистов в области бизнес-тревел длился 5 месяцев и предполагал стажировки в агентствах – участниках ассоциации.
В 2011 году у BTAA изменилась концепция. Ассоциация стала объединять не агентства делового туризма, а корпоративных покупателей бизнес-тревел услуг. Поэтому Ассоциация агентств делового туризма была переименована в Ассоциацию бизнес-туризма (АБТ).
С тех пор образовательные мероприятия ассоциации ориентированы в первую очередь на корпоративных покупателей услуг делового туризма. На образовательных сессиях и конференциях АБТ обсуждаются такие вопросы индустрии, как разработка тревел-политики, роль тревел-менеджера и обеспечение безопасности сотрудников в командировке, управление бюджетами деловых поездок, способы экономии, использование корпоративных платежных решений, внедрение новых технологий, закупки и проведение тендеров.
Ассоциация бизнес-туризма устраивает образовательные сессии и конференции не только в Москве, но и в регионах России. Выездные мероприятия АБТ проходили в Санкт-Петербурге, Тюмени, Иркутске, Новосибирске, Екатеринбурге и Перми, Казани.
В 2011 году АБТ запустила программу «Аттестация бизнес- и конференц-отелей». Проект создан, чтобы помочь деловым путешественникам, тревел-менеджерам и сотрудникам отдела закупок в выборе гостиницы при организации командировок и корпоративных мероприятий.
Аттестация проводится на основании требований к отелям, которые предъявляют бизнес-туристы. Для аттестации на категорию «Бизнес-отель» объекты размещения проходят проверку по 345 критериям и дополнительно 55 – для аттестации на категорию «Бизнес- и конференц-отель». По состоянию на ноябрь 2015 года АБТ аттестовала 45 гостиниц в более чем 20 городах, включая отели за рубежом – на Украине (Киев) и Республике Беларусь (Брест). В гостиницах, которые прошли аттестацию, Ассоциация бизнес-туризма проводит тайные инспекции.
С 2012 года в рамках содействия развитию индустрии гостеприимства Ассоциация бизнес-туризма также проводит семинары для отельеров. Они посвящены вопросам привлечения и удержания корпоративных клиентов, выстраивания стратегии продаж, использования эффективных маркетинговых инструментов, продвижения отеля как площадки для организации корпоративных мероприятий, а также трендам на рынке гостиничного маркетинга и рекламы.
Ассоциация в том же году запускает новый образовательный проект по подготовке кадров – программу «Тревел-менеджер». В отличие от курса «Специалист в деловом туризме» она рассчитана на тех, кто уже имеет опыт работы в индустрии.
После подписания соглашения о сотрудничестве с Ассоциацией корпоративных управляющих деловыми поездками в январе 2012 года российская Ассоциация бизнес-туризма становится полноправным соорганизатором форумов ACTE в столице России.
По мере развития к Ассоциации бизнес-туризма в качестве партнеров и спонсоров присоединялись все больше компаний и организаций, которые работают в сфере MICE и занимаются маркетинговым продвижением направлений. Среди них – государственные офисы по туризму, DMC, гостиничные цепочки и так далее. Это способствовало запуску серии обучающих семинаров АБТ под общим названием «География MICE». Первое мероприятие нового цикла состоялось в ноябре 2013 года. На семинарах в формате деловых завтраков либо вечерних коктейлей поставщики услуг рассказывают корпоративным покупателям о MICE-возможностях тех или иных направлений. Например, Абу-Даби, Дубая, Сингапура, Южной Африки, Маврикия и Мальдив, Сочи, Греции, Японии, Иерусалима, Ниццы и Монако.
13 марта 2014 года на форуме ACTE в Novotel Moscow City российская Ассоциация бизнес-туризма и Ассоциация корпоративных управляющих деловыми поездками объявили о создании объединенного бренда AБT-ACTE Russia. Благодаря партнерству образовательные сессии и обучающие программы АБТ («Тревел-менеджер» и «Специалист в деловом туризме») стали проходить под эгидой глобальной ассоциации и получили международный статус, подтвержденный совместным сертификатом AБT-ACTE Russia.
В июле 2014 года AБT-ACTE Russia выпускает первый ежегодный отчет о состоянии российского рынка бизнес-туризма – Yearbook.
Второе исследование вышло в марте 2015 года. При его подготовке впервые в индустрии был проведен масштабный опрос среди 357 тревел- и конгресс-менеджеров, а также специалистов по закупкам и административных директоров из более 250 компаний.
С января 2015 года российская Ассоциация бизнес-туризма начала проводить образовательные семинары для персональных ассистентов, так как в обязанности сотрудников, занимающих эту должность, часто входит организация встреч и поездок для руководителей. Темы этих семинаров выходят за рамки бизнес-тревел и MICE. Они также касаются вопросов делового этикета и дипломатического протокола, эффективной коммуникации, успешного развития карьеры, умения управлять рабочим временем и находить пути выхода из стрессовых ситуаций.
В марте 2015 года программа аттестации бизнес- и конференц-отелей вышла на международный уровень, став глобальной программой ACTE – Business & Conference Hotels Accreditation Program (BCHA). Цель международной программы – интегрировать независимые гостиницы и локальные цепочки в глобальную бизнес-тревел индустрию. Проект предполагает создание единых стандартов бизнес-отелей, что должно обеспечить больший комфорт и безопасность деловым путешественникам даже в новых и нестабильных регионах (BRICS, GCC, MINT, SEA).
Российская Ассоциация бизнес-туризма в 2015 году организовала первую ежегодную выставку-конференцию International MICE Geography Show (также IMG Show или IMGS). Мероприятие прошло в гостинице «Метрополь» 17 и 18 сентября. В нем приняли участие 66 российских и зарубежных экспонентов и порядка 200 закупщиков MICE-услуг, среди которых представители агентств, корпоративные клиенты и 50 приглашенных покупателей (hosted buyers) из Санкт-Петербурга, Тюмени, Иркутска, Новосибирска, Екатеринбурга, Перми, Ростова-на-Дону, Воронежа и Нижнего Новгорода. В рамках IMG Show – 2015 состоялось более 1,5 тыс. запланированных встреч покупателей с поставщиками.
Уникальной составляющей IMG Show стало проведение тендеров. Профессиональные закупщики услуг бизнес-тревел и MICE – семь крупных компаний – заранее разместили на сайте выставки свои заявки на организацию корпоративных мероприятий. Экспоненты могли ответить на максимально интересный для них RFP коротким роликом. Видео  были показаны во время гала-ужина, на котором также назвали победителей.
В октябре 2015 года в Петровском путевом дворце АБТ-ACTE Russia провела первое мероприятие в новом для Ассоциации формате практикума. Участники практикумов АБТ-ACTE Russia делятся на группы и прорабатывают кейсы из личного опыта профессионалов.
В августе 2019 года в особняке Трубецких-Нарышкиных в Санкт-Петербурге прошёл организованный АБТ «Форум по управлению деловыми поездками»

## Направления деятельности
К основным направлениям деятельности АБТ-ACTE Russia относятся:
- Организация конференций, образовательных сессий и форумов для обсуждения вопросов индустрии делового туризма;
- Развитие программы «Аттестация бизнес- и конференц-отелей»;
- Подготовка кадров для работы в сфере бизнес-тревел в рамках образовательных программ «Специалист в деловом туризме» и «Тревел-менеджер»;
- Организация и проведение семинаров из цикла «География MICE» и ежегодной отраслевой выставки-конференции International MICE Geography Show;
- Подготовка ежегодного маркетингового исследования о состоянии российского рынка делового туризма – Yearbook;
- Выпуск «Вестника АБТ-ACTE Russia» – электронного новостного бюллетеня, который адресован корпоративным покупателям услуг делового туризма;
- Программа Hosted Buyers («Приглашенные покупатели»), в рамках которой организуются групповые поездки корпоративных покупателей на отраслевые выставки и конференции.[4] Среди них – EIBTM в Барселоне,[97] IMEX во Франкфурте,[98] CONVENE в Вильнюсе,[99] Salon Bedouk в Париже,[100] ITB Asia в Сингапуре[101] и другие.